# Denis Nikolajewitsch Rytschkow
Denis Nikolajewitsch Rytschkow (russisch Денис Николаевич Рычков; * 19. April 1975 in Sosnowka, heute Deutscher Nationalrajon Asowo, Oblast Omsk) ist ein russischer Crosslauf-Sommerbiathlet und Leichtathlet.
Denis Rytschkow von Omsk ZSP Avangard startete bei den Sommerbiathlon-Weltmeisterschaften 2006 in Ufa und erreichte mit Rang acht im Sprint und sieben im Massenstartrennen gute Platzierungen. Auch bei den Sommerbiathlon-Europameisterschaften 2008 in Bansko erreichte er gute Ergebnisse. Im Sprint verpasste er als Viertplatzierter um knapp 17 Sekunden den Gewinn der Silbermedaillen und scheiterte vor allem an seiner schlechten Schießleistung mit fünf Fehlschüssen. Die drei Medaillengewinner trafen nur dreimal daneben. Im Verfolgungsrennen fiel er aufgrund von 15 von 20 Schießfehlern auf den 16. Platz zurück.
Für seine Leistungen als Leichtathlet wurde Rytschkow 2012 zum Meister des Sports in Russland ernannt.